# Wohnhaus Kirchstraße 18
Das Wohnhaus Kirchstraße 18 in Bassum, Kirchstraße und Einmündung Am Kirchhof schräg gegenüber der Stiftskirche, stammt aus dem frühen 18. Jahrhundert. Es wird heute als Wohnhaus mit vier Wohnungen und Geschäftshaus genutzt.
Das Gebäude ist ein Baudenkmal in Bassum.

## Geschichte
Das schräggestellte ein- und zweigeschossige  Fachwerkgebäude mit Putzausfachungen und Satteldächern war das Wiedasche Bürgerhaus aus dem 18. Jahrhundert. Hier war seit 1726 Bassums erste Apotheke, die auch Konfekt und Liköre herstellen durfte. Betrieben wurde sie durch den aus Bremen zugezogenen Henrich von Lingen. Nachfolger waren ab 1755 Anton Meyer und ab 1762 der Provisor (Leiter einer Apotheke) Fröhling, der 1765 das neue Apothekenhaus Lange Straße 29 baute, welches die Familie Fröhling bis um 1871 betrieb.